# Jin Yunpeng
Jin Yunpeng - Yunpeng Jin - (chinois simplifié: 靳云鹏, chinois traditionnel 靳云鹏, pinyin: Jin Yunpeng) (né en 1877 à Hefei , mort le 30 janvier 1951 à Tianjin) est un général et homme politique de l'époque dite des Seigneurs de la guerre de république de Chine. Il est à deux reprises ministre de la Guerre et Premier ministre du gouvernement de Beiyang.

## Biographie
Diplômé de l'académie militaire de Tianjin (province de Shandong), il fut nommé général en 1914. Après avoir soutenu l'ascension du président Yuan Shikai comme empereur en 1915, il reçut le titre de comte. Après le démantèlement de l'Empire et la mort de Yuan en 1916, il devint l'un des membres les plus éminents de la clique de l'Anhui. Entre septembre 1919 et mai 1920 il fut nommé Premier ministre et ministre de la Guerre de la république de Chine. Il participa en juillet 1920 à la guerre Zhili-Anhui où son camp fut défait mais il revint pour servir en tant que Premier ministre et ministre de la guerre entre août 1920 et décembre 1921.
Il se retira de la politique, émigra à la concession britannique de Tianjin et fut invité, en vain, à coopérer durant le gouvernement nationaliste au gouvernement provisoire de la république de Chine à la suite de l'occupation du Japon. À la fin de sa vie, il était moine bouddhiste mais dut quitter la religion à la création de la république populaire de Chine.